# Agitato
Agitato is een Italiaanse muziekterm die letterlijk geagiteerd, bewogen, betekent. In de muzieknotatie wordt deze term gebruikt om een zeer snel tempo aan te geven. Een componist, waarvan veel van zijn stukken deze woede en rusteloosheid bevatten, is Ludwig van Beethoven. Behalve een tempo-aanwijzing is het ook een voordrachtsaanwijzing. Dat wil zeggen dat het de bedoeling is dat wanneer deze aanwijzing wordt gegeven, een bepaalde agitatie tot uitdrukking moet komen in de voordracht. De term heeft geen invloed op de te spelen dynamiek. Om secuurder te zijn, wordt de term door componisten vaak gekoppeld aan een andere tempo-aanwijzing, waardoor bijvoorbeeld aanwijzingen als allegro agitato ontstaan.